# Anders Mannelquist
John Anders Erik Mannelquist, né le 27 août 1964 à Vilhelmina, est un biathlète suédois.

## Biographie
Il fait ses débuts internationaux en 1986, prenant part aux Championnats du monde à Oslo. En 1989, il intègre le tip vingt pour la première fois en Coupe du monde à Östersund avec une quinzième place.
Un an plus tard, il est vainqueur de l'individuel disputé à Antholz (1 faute au tir).
Il participe aux Jeux olympiques d'hiver de 1992, ne faisant mieux que 43e à l'individuel. 
En 1993, il retrouve le goût de la victoire avec ses coéquipiers du relais à Lillehammer, où il est aussi sixième, pour son deuxième et ultime top dix individuel.
Il prend part à sa dernière compétition internationale aux Championnats du monde 1996.

## Palmarès

### Jeux olympiques d'hiver
| Épreuve / Édition   | Individuel | Sprint | Relais |
| ------------------- | ---------- | ------ | ------ |
| JO 1992 Albertville | 43e        | 67e    | -      |

### Coupe du monde
- 1 podium individuel : 1 victoire.
- 1 podium en relais : 1 victoire.
- 1 podium par équipes : 1 troisième place.